# Vietnám az 1992. évi nyári olimpiai játékokon
Vietnám a spanyolországi Barcelonában megrendezett 1992. évi nyári olimpiai játékok egyik részt vevő nemzete volt. Az országot az olimpián 3 sportágban 7 sportoló képviselte, akik érmet nem szereztek.

## Atlétika
Férfi
| Versenyző    | Versenyszám | Döntő   | Döntő    |
| Versenyző    | Versenyszám | Idő     | Helyezés |
| ------------ | ----------- | ------- | -------- |
| Lưu Văn Hùng | Maraton     | 2:56:42 | 85.      |

Női
| Versenyző            | Versenyszám | Előfutam | Előfutam | Előfutam | Negyeddöntő | Negyeddöntő | Negyeddöntő | Elődöntő | Elődöntő | Elődöntő | Döntő         | Döntő         |
| Versenyző            | Versenyszám | Idő      | Hely.    | Össz.    | Idő         | Hely.       | Össz.       | Idő      | Hely.    | Össz.    | Idő           | Helyezés      |
| -------------------- | ----------- | -------- | -------- | -------- | ----------- | ----------- | ----------- | -------- | -------- | -------- | ------------- | ------------- |
| Trương Hoàng Mỹ Linh | 100 m       | 12,11    | 6.       | 43.      | kiesett     | kiesett     | kiesett     | kiesett  | kiesett  | kiesett  | kiesett       | kiesett       |
| Trương Hoàng Mỹ Linh | 200 m       | 24,45    | 6.       | 37.      | kiesett     | kiesett     | kiesett     | kiesett  | kiesett  | kiesett  | kiesett       | kiesett       |
| Nguyễn Thị Thu Hằng  | 100 m gát   | 15,16    | 7.       | 36.      | kiesett     | kiesett     | kiesett     | kiesett  | kiesett  | kiesett  | kiesett       | kiesett       |
| Đặng Thị Tèo         | Maraton     |          |          |          |             |             |             |          |          |          | nem ért célba | nem ért célba |

## Sportlövészet
Férfi
| Versenyző         | Versenyszám          | Selejtező | Selejtező | Döntő   | Döntő    |
| Versenyző         | Versenyszám          | Pont      | Helyezés  | Pont    | Helyezés |
| ----------------- | -------------------- | --------- | --------- | ------- | -------- |
| Nguyễn Quốc Cường | Gyorstüzelő pisztoly | 573       | 27.       | kiesett | kiesett  |

## Úszás
Női
| Versenyző         | Versenyszám    | Előfutam | Előfutam | Előfutam | Döntő   | Döntő   | Döntő   | Helyezés |
| Versenyző         | Versenyszám    | Idő      | Hely.    | Össz.    | Típus   | Idő     | Hely.   | Helyezés |
| ----------------- | -------------- | -------- | -------- | -------- | ------- | ------- | ------- | -------- |
| Nguyễn Thị Phương | 100 m mell     | kizárták | kizárták | kizárták | kiesett | kiesett | kiesett | kiesett  |
| Nguyễn Thị Phương | 200 m mell     | 2:57,71  | 6.       | 38.      | kiesett | kiesett | kiesett | kiesett  |
| Nguyễn Kiều Oanh  | 100 m pillangó | 1:05,19  | 6.       | 42.      | kiesett | kiesett | kiesett | kiesett  |
| Nguyễn Kiều Oanh  | 200 m vegyes   | 2:35,71  | 4.       | 41.      | kiesett | kiesett | kiesett | kiesett  |